# Мэверик (телесериал)
«Мэверик» (англ. Maverick) — американский телесериал, который транслировался на канале ABC с 22 сентября 1957 по 8 июля 1962 года. В шоу снялся в тот период относительно неизвестный Джеймс Гарнер в роли Брэта Мэверика, профессионального игрока в карты и шулера, который ведёт развязную и опасную жизнь, быстро зарабатывая деньги и регулярно меняя женщин на Диком Западе.
Сериал был создан новеллистом Роем Хаггинсом и сочетал в себе жанры вестерна и комедии. «Мэверик» имел большой успех в телевизионных рейтингах, особенно во втором сезоне, который поднялся до второй строчки в годовой таблице самых наблюдаемых программ. Джеймс Гарнер покинул шоу после трех сезонов в 1960 году из-за конфликта со студией Warner Bros. и его место занял Роджер Мур, сыгравший младшего брата героя Гарнера. В 1959 году «Мэверик» выиграл премию «Эмми» за лучший телесериал, а также ещё восемь раз номинировался на награду в разных категориях. В последующие десятилетия после финала шоу было снято три сериала-спин-оффа, однако ни один из них не имел успеха, а в 1994 году полнометражный фильм «Мэверик» с Мелом Гибсоном в главной роли.